# Rivière Brisson (rivière aux Anglais)
Pour les articles homonymes, voir Brisson et Rivière Brisson.
La rivière Brisson est un affluent de la rivière aux Anglais coulant dans le territoire non organisé Rivière-aux-Outardes, dans la municipalité régionale de comté de Manicouagan, dans la région administrative de la Côte-Nord, dans la province de Québec, au Canada.
La vallée de la rivière Brisson est desservie principalement le chemin de la rivière aux Anglais.

## Géographie
La rivière Brisson prend sa source sur le Bouclier canadien, au lac Louis (altitude: 319 m). Ce lac forestier est enclavé entre les montagnes. L'embouchure du lac est située à 3,7 km au sud-ouest de l'embouchure de la rivière Brisson,  à l'ouest d'une courbe de la rivière des Anglais et à 5,9 km au nord-est d'une baie de la rivière Manicouagan.
À partir du lac de tête, le cours de la rivière Brisson descend sur environ 11 km entièrement en zone forestière, avec une dénivellation de 119 m, selon les segments suivants:
- vers le nord-ouest en traversant le lac Philippe (longueur: 0,9 km; altitude: 304 m), jusqu'à son embouchure;
- vers le nord-ouest en traversant le lac Brisson (altitude: 304 m), jusqu'à son embouchure;
- d'abord vers le nord en traversant un petit lac, puis vers le sud-est en traversant le lac Thérèse (altitude: 243 m) lequel est situé dans une vallée encaissée et recueille le ruisseau Gagnon (venant du nord-ouest), jusqu'à son embouchure;
- vers le sud-est dans une vallée encaissée, en traversant trois petits lacs, jusqu'au barrage situé à un décharge (venant du nord-ouest) de trois lacs;
- vers le sud-est dans une vallée encaissée qui s'ouvre sur une plaine forestière en fin de segment, jusqu'à son embouchure qui se déverse sur la rive ouest de la baie des Anglais, sur la rive nor de l'estuaire du Saint-Laurent[3].

La rivière Brisson se déverse sur la rive nord du cours intermédiaire de la rivière des Anglais, dans le territoire non organisé de Rivière-aux-Outardes. Cette confluence est située dans une zone de rapides à 0,17 km en aval de la confluence de la rivière Tremblay. À partir de la confluence avec la rivière Brisson, le courant descend le cours de la rivière aux Anglais sur 26,9 km.

## Toponyme
Le terme « Brisson » s'avère un patronyme de famille d'origine français.
Le toponyme « rivière Brisson » a été officialisé le 2 août 1974 à la Banque des noms de lieux de la Commission de toponymie du Québec.